# Исламский день прав человека
Исламский день прав человека (перс. روز حقوق بشر اسلامی‎, Ruz-e hoquq-e bashar-e eslami) – ежегодный праздник, отмечаемый в Иране 5 августа (14 мордада по иранскому календарю). Дата была выбрана неслучайно, именно в это день в 1990 году в Каире Министры иностранных дел стран-участниц Организации Исламского сотрудничества, следуя идеям ислама, приняли Исламскую декларацию прав человека (перс. اعلامیه حقوق بشر اسلامی‎), также известную как Каирская декларация о правах человека в исламе (араб. إعلان القاهرة لحقوق الإنسان في الإسلام‎). Она была создана в ответ на Всеобщую декларацию прав человека, некоторые положения которой не сходятся с правами человека в рамках ислама, и содержит исламскую точку зрения по этому вопросу.

## Исламская декларация прав человека
Исламская декларация прав человека состоит из введения и 25 статей. Введение начинается со слов: «Правительства государств-участников Организации Исламского сотрудничества подчеркивают роль цивилизации и истории исламского народа, которого Бог избрал как самого лучшего...». Далее следуют статьи, содержание которых схоже с содержанием Всеобщей декларации, например, в исламском варианте также говорится о политической и социальной свободе и о том, что государство и общество должны обеспечивать эти свободы, а также документ запрещает нарушать права и свободы общества и личности. Тем не менее, в Исламской декларации прописаны законы, которым не уделено внимания во Всеобщей декларации, например, запрет колониализма и право бороться с ним; право защищаться при угрозе жизни; право жить в благоприятной окружающей среде; право на религиозную безопасность в дополнение к правам на безопасность жизни, семью и честь; необходимость защищать достоинство человека даже после его смерти.
Организация Исламского сотрудничества считает этот документ выражением общего понимания прав человека с точки зрения ислама, а не конвенцией, которой обязательно нужно следовать. Несмотря на то, что Исламская декларация прав человека была принята в 1990 году, есть основания полагать, что она все ещё не вступила в силу и находится на первоначальных этапах реализации.